# グレン・トマス・トレワーサ
G・T・トレワーサ (G. T. Trewartha) などとして知られる、グレン・トマス・トレワーサ（Glenn Thomas Trewartha、1896年11月22日 – 1984年）は、アメリカ合衆国の地理学者、コーンウォールを先祖の地とするコーンウォール系アメリカ人である。

## 概要
ウィスコンシン州ヘイゼル・グリーンに生まれた。1920年にウィスコンシン大学マディソン校を卒業し、1922年にはハーバード大学からM.A.を取得した。さらに1924年には、Ph.D.をウィスコンシン大学マディソン校で取得した。その後、助手などを経て、1926年にウィスコンシン大学で地理学と気候学の准教授、1937年に教授となった。
1953年、トレワーサは、当時、会長を務めていたアメリカ地理学会 (AAG) で「A Case for Population Geography（人口地理学擁護論）」と題した会長講演をおこなったが、その中で述べた「地理学というものは、およそ人間中心的なものである (fundamentally geography is anthropocentric)」という言葉は広く知られている。
この他、気候についても論考を発表しており、大気について「温室のガラス板のように...地表の温度を、それがない場合よりも相当に高く保つ (a pane of glass in a greenhouse... thus maintaining surface temperatures considerably higher than they otherwise would be.)」と指摘していた。

## 人文科学使節団
トレワーサは、第二次世界大戦前から日本に関する著作も発表していたが、戦後の1948年から1949年にかけて日本に派遣された、エドウィン・O・ライシャワーら5人の大学教授で構成された人文科学使節団の一員となり、各地で日本の研究者たちと交流した。トレワーサは、日本の地理学界の状況について、学部制度との不整合や自然地理学の偏重、地理学と経済地理学の間の障壁などの問題点を指摘する報告書をまとめた。この報告をまとめる際に、トレワーサは日本の地理学者から提出された報告書類を参照しているが、中でも石田龍次郎の報告が役立ったと述べている。

## 受賞
- 1926年と1948年に、グッゲンハイム・フェローシップを受給した[4]。

## おもな業績
- "The earliest map of Galena, Illinois" Wisconsin Magazine Of History. Volume: 23 /Issue: 1 (1939–1940)
- A Reconnaissance geography of Japan, University of Wisconsin, 1934
- Elements of geography physical and cultural, Glenn Thomas Trewartha, Vernor Clifford Finch, Mc Graw-Hill, 1942
- Japan, a physical, cultural and regional geography, University of Wisconsin press, 1945
- An introduction to climate, McGraw-Hill, 1954
- Japan, a geography, Milwaukee: University of Wisconsin press, 1965
- An introduction to climate McGraw-Hill, 1968
- The More developed realm: a geography of its population, Editor Glenn Thomas Trewartha, Pergamon Press, 1978, ISBN 978-0-08-020631-8
- The Earth's problem climates, University of Wisconsin Press, 1981, ISBN 978-0-299-08230-7